# 마이크로소프트 포인트
마이크로소프트 포인트(Microsoft Points)는 엑스박스 라이브 마켓플레이스, 게임 포 윈도 - 라이브 마켓 플레이스, 윈도 라이브 갤러리, 준 온라인 상점의 통화이다. 사용자들이 이 포인트를 이용하면 신용 카드 없이 콘텐츠를 구매할 수 있으므로 마이크로소프트가 다른 방식으로 청구하는 많고도 작은 신용 카드 거래 비용을 줄일 수 있다. 엑스박스 라이브 마켓플레이스에서 무료로 다운로드할 수 있는 것들도 있지만 풀 버전의 아케이드 게임과 일부 게임을 위한 다운로드 콘텐츠와 같은 다른 대부분의 다운로드는 마이크로소프트 포인트로 비용을 낼 수 있다.

## 같이 보기
- 엑스박스 라이브 마켓플레이스